# Чехія на літніх Олімпійських іграх 2016
Чехія була представлена на літніх Олімпійських іграх 2016 командою з 105 спортсменів, які змагались в 20 видах спорту.

## Медалісти
| Медалі | Спортсмени                                       | Вид спорту                      | Дисципліна                           | Дата      |
| ------ | ------------------------------------------------ | ------------------------------- | ------------------------------------ | --------- |
| Золото | Лукаш Крпалек                                    | Дзюдо                           | до 100 кг (чоловіки)                 | 11 серпня |
| Срібло | Йозеф Достал                                     | Веслування на байдарках і каное | байдарки-одиночки, 1000 м (чоловіки) | 16 серпня |
| Срібло | Ярослав Кульгавий                                | Велоспорт                       | маунтинбайк (чоловіки)               | 21 серпня |
| Бронза | Їржі Прскавець                                   | Веслування на байдарках і каное | слалом, байдарки-одиночки (чоловіки) | 10 серпня |
| Бронза | Ондржей Синек                                    | Академічне веслування           | одиночки (чоловіки)                  | 13 серпня |
| Бронза | Петра Квітова                                    | Теніс                           | одиночний розряд (жінки)             | 13 серпня |
| Бронза | Луціє Шафарова Барбора Стрицова                  | Теніс                           | парний розряд (жінки)                | 13 серпня |
| Бронза | Луціє Градецька Радек Штепанек                   | Теніс                           | мікст                                | 14 серпня |
| Бронза | Барбора Шпотакова                                | Легка атлетика                  | метання списа (жінки)                | 18 серпня |
| Бронза | Йозеф Достал Данієл Гавел Ян Штерба Лукаш Трефіл | Веслування на байдарках і каное | байдарки-четвірки (чоловіки)         | 20 серпня |

## Спортсмени
| Дисципліна                      | Чоловіки | Жінки | Разом |
| ------------------------------- | -------- | ----- | ----- |
| Легка атлетика                  | 14       | 11    | 25    |
| Бадмінтон                       | 1        | 1     | 2     |
| Веслування на байдарках і каное | 12       | 1     | 13    |
| Велоспорт                       | 9        | 1     | 10    |
| Фехтування                      | 2        | 0     | 2     |
| Гольф                           | 0        | 1     | 1     |
| Гімнастика                      | 1        | 0     | 1     |
| Дзюдо                           | 3        | 0     | 3     |
| Сучасне п'ятиборство            | 2        | 1     | 3     |
| Академічне веслування           | 7        | 3     | 10    |
| Вітрильний спорт                | 2        | 1     | 3     |
| Стрільба                        | 2        | 3     | 5     |
| Плавання                        | 2        | 6     | 8     |
| Синхронне плавання              | —        | 2     | 2     |
| Настільний теніс                | 2        | 2     | 4     |
| Теніс                           | 3        | 5     | 8     |
| Тріатлон                        | 0        | 1     | 1     |
| Волейбол                        | 0        | 2     | 2     |
| Важка атлетика                  | 1        | 0     | 1     |
| Боротьба                        | 0        | 1     | 1     |
| Разом                           | 63       | 42    | 105   |

## Легка атлетика
Легенда
- Note – для трекових дисциплін місце вказане лише для забігу, в якому взяв участь спортсмен
- Q = пройшов у наступне коло напряму
- q = пройшов у наступне коло за добором (для трекових дисциплін - найшвидші часи серед тих, хто не пройшов напряму; для технічних дисциплін - увійшов до визначеної кількості фіналістів за місцем якщо напряму пройшло менше спортсменів, ніж визначена кількість)
- NR = Національний рекорд
- N/A = Коло відсутнє у цій дисципліні
- Bye = спортсменові не потрібно змагатися у цьому колі
- NM = жодної успішної спроби

### Track & road events
Чоловіки
| Спортсмен    | Дисципліна        | Попередній забіг | Попередній забіг | Півфінал  | Півфінал | Фінал           | Фінал           |
| Спортсмен    | Дисципліна        | Результат        | Місце            | Результат | Місце    | Результат       | Місце           |
| ------------ | ----------------- | ---------------- | ---------------- | --------- | -------- | --------------- | --------------- |
| Лукаш Гдула  | ходьба на 50 км   | Н/Д              | Н/Д              | Н/Д       | Н/Д      | DSQ             | DSQ             |
| Якуб Голуша  | 1500 м            | 3:38.31          | 1 Q              | 3:40.83   | 9        | Завершив виступ | Завершив виступ |
| Павел Маслак | 400 м             | 45.54            | 5 q              | 45.06     | 3        | Завершив виступ | Завершив виступ |
| Петр Свобода | 110 м з бар'єрами | 13.65            | 6 q              | 13.67     | 8        | Завершив виступ | Завершив виступ |

Жінки
| Спортсменка           | Дисципліна        | Попередній забіг | Попередній забіг | Півфінал  | Півфінал | Фінал            | Фінал            |
| Спортсменка           | Дисципліна        | Результат        | Місце            | Результат | Місце    | Результат        | Місце            |
| --------------------- | ----------------- | ---------------- | ---------------- | --------- | -------- | ---------------- | ---------------- |
| Анежка Драготова      | ходьба на 20 км   | Н/Д              | Н/Д              | Н/Д       | Н/Д      | 1:30:43          | 10               |
| Зузана Гейнова        | 400 м з бар'єрами | 55.54            | 2 Q              | 54.55     | 1 Q      | 53.92            | 4                |
| Деніса Росолова       | 400 м з бар'єрами | 56.36            | 4 q              | 57.39     | 8        | Завершила виступ | Завершила виступ |
| Єва Врабцова-Нівлтова | Марафон           | Н/Д              | Н/Д              | Н/Д       | Н/Д      | 2:33.51          | 26               |

### Дисципліни на полі
Чоловіки
| Ярослав Баба     | стрибки у висоту   | 2.26  | =12 q | 2.20            | 14              |                 |                 |
| Міхал Балнер     | стрибки з жердиною | 5.60  | =10 q | 5.50            | =7              |                 |                 |
| Петр Фрідріх     | метання списа      | 83.60 | 5 Q   | 79.12           | 12              |                 |                 |
| Радек Юшка       | стрибки в довжину  | 7.84  | 13    | Завершив виступ | Завершив виступ | Завершив виступ | Завершив виступ |
| Ян Кудлічка      | стрибки з жердиною | 5.70  | =7 q  | 5.75            | =4              |                 |                 |
| Lukáš Melich     | метання молота     | 73.14 | 15    | Завершив виступ | Завершив виступ |                 |                 |
| Томаш Станек     | штовхання ядра     | 19.76 | 20    | Завершив виступ | Завершив виступ |                 |                 |
| Якуб Вадлейх     | метання списа      | 83.27 | 7 Q   | 82.42           | 8               |                 |                 |
| Вітеслав Веселий | метання списа      | 82.85 | 10 q  | 82.51           | 7               |                 |                 |

Жінки
| Міхаела Груба        | стрибки у висоту   | 1.92  | 18  | Завершила виступ | Завершила виступ |                  |                  |
| Романа Малачова      | стрибки з жердиною | 4.30  | =24 | Завершила виступ | Завершила виступ |                  |                  |
| Катержина Шафранкова | метання молота     | 68.33 | 17  | Завершила виступ | Завершила виступ | Завершила виступ | Завершила виступ |
| Барбора Шпотакова    | метання списа      | 64.65 | 2 Q | 64.80            | 3                |                  |                  |
| Їржина Свободова     | стрибки з жердиною | 4.45  | =19 | Завершила виступ | Завершила виступ |                  |                  |

### Комбіновані дисципліни
десятиборство (чоловіки)
| Спортсмен      | Дисципліна | 100 м | СД   | ШЯ    | СВ   | 400 м | 110Б  | МД    | СЖ   | МС    | 1500 м  | Final | Місце |
| -------------- | ---------- | ----- | ---- | ----- | ---- | ----- | ----- | ----- | ---- | ----- | ------- | ----- | ----- |
| Адам Хельцелет | Результат  | 11.06 | 7.35 | 15.11 | 2.04 | 49.51 | 14.37 | 44.13 | 4.70 | 68.20 | 4:34.41 | 8291  | 12    |
| Адам Хельцелет | Очки       | 847   | 898  | 796   | 840  | 837   | 927   | 749   | 819  | 862   | 716     | 8291  | 12    |
| Іржи Сікора    | Результат  | 11.15 | 7.00 | 13.45 | 1.98 | 49.88 | 15.02 | 44.49 | НС   | 56.99 | DNF     | 6237  | 25    |
| Іржи Сікора    | Очки       | 827   | 814  | 695   | 785  | 820   | 847   | 756   | 0    | 693   | 0       | 6237  | 25    |

семиборство (жінки)
| Спортсмен        | Дисципліна | 100Б  | СВ   | ШЯ    | 200 m | СД   | МС    | 800 m   | Final | Місце |
| ---------------- | ---------- | ----- | ---- | ----- | ----- | ---- | ----- | ------- | ----- | ----- |
| Катержина Цахова | Результат  | 13.19 | 1.77 | 12.38 | 24.32 | 5.91 | 37.77 | 2:18.95 | 5958  | 24    |
| Катержина Цахова | Очки       | 1096  | 941  | 686   | 950   | 822  | 625   | 838     | 5958  | 24    |
| Елішка Клучинова | Результат  | 14.07 | 1.80 | 14.41 | 25.37 | 6.08 | 46.73 | 2:22.81 | 6077  | 22    |
| Елішка Клучинова | Очки       | 968   | 978  | 821   | 853   | 874  | 797   | 786     | 6077  | 22    |

## Бадмінтон
| Спортсмен          | Дисципліна                  | Груповий етап                       | Груповий етап                        | Груповий етап | Вибування          | Чвертьфінал        | Півфінал           | Фінал / БМ         | Фінал / БМ       |
| Спортсмен          | Дисципліна                  | Суперник Результат                  | Суперник Результат                   | Місце         | Суперник Результат | Суперник Результат | Суперник Результат | Суперник Результат | Місце            |
| ------------------ | --------------------------- | ----------------------------------- | ------------------------------------ | ------------- | ------------------ | ------------------ | ------------------ | ------------------ | ---------------- |
| Петр Коукал        | одиночний розряд (чоловіки) | Усеф (GBR) L (14–21, 18–21)         | Sasaki (JPN) L (10–21, 21–16, 12–21) | 3             | Завершив виступ    | Завершив виступ    | Завершив виступ    | Завершив виступ    | Завершив виступ  |
| Крістіна Гавнхольт | одиночний розряд (жінки)    | Акане (JPN) L (22–20, 12–21, 15–21) | Tee J Y (MAS) L (20–22, 21–15)       | 3             | Завершила виступ   | Завершила виступ   | Завершила виступ   | Завершила виступ   | Завершила виступ |

## Веслування на байдарках і каное

### Слалом
| Спортсмен                  | Дисципліна   | Попередній раунд | Попередній раунд | Попередній раунд | Попередній раунд | Попередній раунд | Попередній раунд | Півфінал | Півфінал | Фінал  | Фінал |
| Спортсмен                  | Дисципліна   | Заплив 1         | Місце            | Заплив 2         | Місце            | Кращий           | Місце            | Час      | Місце    | Час    | Місце |
| -------------------------- | ------------ | ---------------- | ---------------- | ---------------- | ---------------- | ---------------- | ---------------- | -------- | -------- | ------ | ----- |
| Вітезслав Гебас            | чоловіки К-1 | 109.92           | 14               | 102.78           | 12               | 102.78           | 14 Q             | 98.77    | 5 Q      | 97.57  | 4     |
| Йонаш Кашпар Марек Шиндлер | чоловіки К-2 | 106.32           | 6                | 103.43           | 2                | 103.43           | 4 Q              | 108.09   | 2 Q      | 108.35 | 8     |
| Jiří Prskavec              | чоловіки Б-1 | 88.71            | 3                | 101.18           | 17               | 88.71            | 7 Q              | 90.62    | 2 Q      | 88.99  | 3     |
| Катерина Кудейова          | жінки Б-1    | 102.06           | 3                | 106.10           | 8                | 102.06           | 5 Q              | 103.78   | 4 Q      | 108.76 | 10    |

### Спринт
Чоловіки
| Спортсмен                                        | Дисципліна | Заїзди   | Заїзди | Півфінали       | Півфінали       | Фінал           | Фінал           |
| Спортсмен                                        | Дисципліна | Час      | Місце  | Час             | Місце           | Час             | Місце           |
| ------------------------------------------------ | ---------- | -------- | ------ | --------------- | --------------- | --------------- | --------------- |
| Josef Dostál                                     | Б-1 1000 м | 3:35.342 | 1 Q    | 3:36.384        | 4 FA            | 3:32.145        | 2               |
| Мартін Фукса                                     | К-1 200 м  | 40.311   | 3 Q    | 40.311          | 4 FB            | 39.760          | 9               |
| Мартін Фукса                                     | К-1 1000 м | 4:01.492 | 2 Q    | 4:01.793        | 1 FA            | 4:03.322        | 5               |
| Філіп Сваб                                       | Б-1 200 м  | 35.567   | 7      | Завершив виступ | Завершив виступ | Завершив виступ | Завершив виступ |
| Філіп Дворжак Ярослав Радон                      | К-2 1000 м | 3:36.818 | 4 Q    | 3:42.166        | 2 FA            | 3:49.352        | 7               |
| Данієл Гавел Ян Штерба                           | Б-2 1000 м | 3:53.907 | 6 Q    | 3:21.569        | 4 FB            | 3:25.966        | 12              |
| Josef Dostál Данієл Гавел Ян Штерба Лукаш Трефіл | Б-4 1000 м | 2:52.027 | 1 FA   | Bye             | Bye             | 3:05.176        | 3               |

Пояснення до кваліфікації: FA = Кваліфікувались до фіналу A (за медалі); FB = Кваліфікувались до фіналу B (не за медалі)

## Велоспорт

### Шосе
| Спортсмен      | Дисципліна                         | Час          | Місце        |
| -------------- | ---------------------------------- | ------------ | ------------ |
| Ян Барта       | Групова шосейна гонка (чоловіки)   | Не фінішував | Не фінішував |
| Ян Барта       | роздільна шосейна гонка (чоловіки) | 1:15:56.91   | 15           |
| Леопольд Кеніг | Групова шосейна гонка (чоловіки)   | Не фінішував | Не фінішував |
| Леопольд Кеніг | роздільна шосейна гонка (чоловіки) | 1:15:23.64   | 11           |
| Зденек Штибар  | Групова шосейна гонка (чоловіки)   | Не фінішував | Не фінішував |
| Петр Вакоч     | Групова шосейна гонка (чоловіки)   | 6:30:05      | 58           |

### Трек
Спринт
| Спортсмен     | Дисципліна        | Кваліфікація           | Кваліфікація | Раунд 1                         | Втішний поєдинок 1                | Раунд 2                         | Втішний поєдинок 2              | Чвертьфінали                    | Півфінали                       | Фінал                           | Фінал           |
| Спортсмен     | Дисципліна        | Час Швидкість (км/год) | Місце        | Суперник Час Швидкість (км/год) | Суперник Час Швидкість (км/год)   | Суперник Час Швидкість (км/год) | Суперник Час Швидкість (км/год) | Суперник Час Швидкість (км/год) | Суперник Час Швидкість (км/год) | Суперник Час Швидкість (км/год) | Місце           |
| ------------- | ----------------- | ---------------------- | ------------ | ------------------------------- | --------------------------------- | ------------------------------- | ------------------------------- | ------------------------------- | ------------------------------- | ------------------------------- | --------------- |
| Павел Келемен | спринт (чоловіки) | 9.969 72.223           | 14 Q         | Боже (FRA) L                    | Констебл (AUS) Желінський (POL) L | Завершив виступ                 | Завершив виступ                 | Завершив виступ                 | Завершив виступ                 | Завершив виступ                 | Завершив виступ |

Кейрін
| Спортсмен     | Дисципліна        | Перший раунд | Втішний поєдинок | Другий раунд    | Final           |
| Спортсмен     | Дисципліна        | Місце        | Місце            | Місце           | Місце           |
| ------------- | ----------------- | ------------ | ---------------- | --------------- | --------------- |
| Павел Келемен | Кейрін (чоловіки) | 6 R          | 4                | Завершив виступ | Завершив виступ |

### Маунтінбайк
| Спортсмен         | Дисципліна             | Час     | Місце |
| ----------------- | ---------------------- | ------- | ----- |
| Ондржей Цинк      | маунтінбайк (чоловіки) | 1:38:18 | 14    |
| Ярослав Кульгавий | маунтінбайк (чоловіки) | 1:34:18 | 2     |
| Янк Шкарніцл      | маунтінбайк (чоловіки) | 1:41:11 | 22    |
| Катержіна Наш     | маунтінбайк (жінки)    | 1:32:25 | 5     |

## Фехтування
| Спортсмен         | Дисципліна                      | 1/32 фіналу         | 1/16 фіналу               | 1/8 фіналу         | Чвертьфінал        | Півфінал           | Фінал / БМ         | Фінал / БМ      |
| Спортсмен         | Дисципліна                      | Суперник Результат  | Суперник Результат        | Суперник Результат | Суперник Результат | Суперник Результат | Суперник Результат | Місце           |
| ----------------- | ------------------------------- | ------------------- | ------------------------- | ------------------ | ------------------ | ------------------ | ------------------ | --------------- |
| Іржі Беран        | індивідуальна шпага (чоловіки)  | Швантес (BRA) L 6–8 | Завершив виступ           | Завершив виступ    | Завершив виступ    | Завершив виступ    | Завершив виступ    | Завершив виступ |
| Олександр Чупеніч | індивідуальна рапіра (чоловіки) | Bye                 | Абуелькассем (EGY) L 8–15 | Завершив виступ    | Завершив виступ    | Завершив виступ    | Завершив виступ    | Завершив виступ |

## Гольф
| Спортсмен      | Дисципліна | Раунд 1   | Раунд 2   | Раунд 3   | Раунд 4   | Загалом   | Загалом | Загалом |
| Спортсмен      | Дисципліна | Результат | Результат | Результат | Результат | Результат | Пар     | Місце   |
| -------------- | ---------- | --------- | --------- | --------- | --------- | --------- | ------- | ------- |
| Клара Шпілкова | жінки      | 77        | 73        | 71        | 74        | 295       | +11     | =48     |

## Гімнастика

### Спортивна гімнастика
Чоловіки
| Спортсмен | Дисципліна | Кваліфікація | Кваліфікація  | Кваліфікація | Кваліфікація | Кваліфікація | Кваліфікація | Кваліфікація | Кваліфікація | Фінал  | Фінал  | Фінал  | Фінал  | Фінал           | Фінал           | Фінал           | Фінал           |                 |                 |                 |                 |
| Спортсмен | Дисципліна | Вправа       | Вправа        | Вправа       | Вправа       | Вправа       | Вправа       | Загалом      | Місце        | Вправа | Вправа | Вправа | Вправа | Вправа          | Вправа          | Загалом         | Місце           |                 |                 |                 |                 |
| --------- | ---------- | ------------ | ------------- | ------------ | ------------ | ------------ | ------------ | ------------ | ------------ | ------ | ------ | ------ | ------ | --------------- | --------------- | --------------- | --------------- | --------------- | --------------- | --------------- | --------------- |
| Спортсмен | Дисципліна | Девід Йєссен | Індивідуальні | 12.233       | 12.166       | 13.336       | 14.500       | Загалом      | Місце        | 13.100 | 14.316 | 79.681 | 47     | Завершив виступ | Завершив виступ | Завершив виступ | Завершив виступ | Завершив виступ | Завершив виступ | Завершив виступ | Завершив виступ |

## Дзюдо
| Спортсмен       | Категорія            | 1/32 фіналу             | 1/16 фіналу             | 1/8 фіналу              | Чвертьфінали           | Півфінали            | Втішний поєдинок   | Фінал / БМ              | Фінал / БМ      |
| Спортсмен       | Категорія            | Суперник Результат      | Суперник Результат      | Суперник Результат      | Суперник Результат     | Суперник Результат   | Суперник Результат | Суперник Результат      | Місце           |
| --------------- | -------------------- | ----------------------- | ----------------------- | ----------------------- | ---------------------- | -------------------- | ------------------ | ----------------------- | --------------- |
| Павел Петршиков | до 60 кг (чоловіки)  | Bye                     | Могопа (BOT) W 110–000  | Такато (JPN) L 000–100  | Завершив виступ        | Завершив виступ      | Завершив виступ    | Завершив виступ         | Завершив виступ |
| Яромир Ячек     | до 73 кг (чоловіки)  | Естрада (CUB) L 002–010 | Завершив виступ         | Завершив виступ         | Завершив виступ        | Завершив виступ      | Завершив виступ    | Завершив виступ         | Завершив виступ |
| Лукаш Крпалек   | до 100 кг (чоловіки) | Bye                     | Фонсека (POR) W 010–001 | Раков (KAZ) W 000–000 S | Хага (JPN) W 000–000 S | Маре (FRA) W 100–000 | Bye                | Гасимов (AZE) W 100–000 | 1               |

## Сучасне п'ятиборство
| Спортсмен        | Дисципліна | Фехтування (шпага, один дотик) | Фехтування (шпага, один дотик) | Фехтування (шпага, один дотик) | Фехтування (шпага, один дотик) | Плавання (200 м вільним стилем) | Плавання (200 м вільним стилем) | Плавання (200 м вільним стилем) | Верхова їзда (конкур) | Верхова їзда (конкур) | Верхова їзда (конкур) | Комбіновано: стрільба/біг (10 м, пневматичний пістолет)/(3200 м) | Комбіновано: стрільба/біг (10 м, пневматичний пістолет)/(3200 м) | Комбіновано: стрільба/біг (10 м, пневматичний пістолет)/(3200 м) | Загалом очок | Підсумкове місце |
| Спортсмен        | Дисципліна | RR                             | BR                             | Місце                          | Очки                           | Час                             | Місце                           | Очки                            | Штрафні очки          | Місце                 | Очки                  | Час                                                              | Місце                                                            | MP Points                                                        | Загалом очок | Підсумкове місце |
| ---------------- | ---------- | ------------------------------ | ------------------------------ | ------------------------------ | ------------------------------ | ------------------------------- | ------------------------------- | ------------------------------- | --------------------- | --------------------- | --------------------- | ---------------------------------------------------------------- | ---------------------------------------------------------------- | ---------------------------------------------------------------- | ------------ | ---------------- |
| Ян Куф           | чоловіки   | 19–16                          | 1                              | 15                             | 215                            | 2:05.84                         | 26                              | 323                             | EL                    | =33                   | 0                     | 12:15.62                                                         | 34                                                               | 565                                                              | 1103         | 36               |
| Давид Свобода    | чоловіки   | 21–14                          | 0                              | 7                              | 226                            | 2:05.59                         | 23                              | 324                             | 18                    | 19                    | 282                   | 11:20.92                                                         | 10                                                               | 620                                                              | 1452         | 9                |
| Барбора Кодедова | жінки      | 20–15                          | 0                              | 10                             | 220                            | 2:24.70                         | 34                              | 266                             | 51                    | 28                    | 249                   | 13:25.36                                                         | 29                                                               | 495                                                              | 1230         | 26               |

## Академічне веслування
Чоловіки
| Спортсмен                                                     | Дисципліна           | Заїзди  | Заїзди | Втішний заплив | Втішний заплив | Чвертьфінали | Чвертьфінали | Півфінали | Півфінали | Фінал   | Фінал |
| Спортсмен                                                     | Дисципліна           | Час     | Місце  | Час            | Місце          | Час          | Місце        | Час       | Місце     | Час     | Місце |
| ------------------------------------------------------------- | -------------------- | ------- | ------ | -------------- | -------------- | ------------ | ------------ | --------- | --------- | ------- | ----- |
| Ондржей Синек                                                 | Парні одиночки       | 7:21.90 | 1 QF   | Bye            | Bye            | 6:50.51      | 2 SA/B       | 6:58.56   | 1 FA      | 6:44.10 | 3     |
| Лукаш Гелешич Якуб Подразіл                                   | Двійки               | 6:42.71 | 3 SA/B | Bye            | Bye            | Н/Д          | Н/Д          | 6:32.85   | 6 FB      | 7:00.04 | 7     |
| Іржи Копач Ян Ветешнік Ондржей Ветешнік Мірослав Враштіл мол. | Четвірки, легка вага | 6:39.95 | 5 R    | 6:04.30        | 3 SA/B         | Н/Д          | Н/Д          | 6:33.43   | 6 FB      | 6:43.52 | 12    |

Жінки
| Спортсменка                          | Дисципліна     | Заїзди  | Заїзди | Втішний заплив | Втішний заплив | Чвертьфінали | Чвертьфінали | Півфінали | Півфінали | Фінал   | Фінал |
| Спортсменка                          | Дисципліна     | Час     | Місце  | Час            | Місце          | Час          | Місце        | Час       | Місце     | Час     | Місце |
| ------------------------------------ | -------------- | ------- | ------ | -------------- | -------------- | ------------ | ------------ | --------- | --------- | ------- | ----- |
| Мірослава Кнапкова                   | Парні одиночки | 8:28.90 | 2 QF   | Bye            | Bye            | 7:37.04      | 2 SA/B       | 7:47.53   | 4 FB      | 7:22.86 | 7     |
| Ленка Антошова Крістина Флейсснерова | Парні двійки   | 7:35.85 | 4 R    | 7:03.68        | 3 SA/B         | Н/Д          | Н/Д          | 7:03.79   | 6 FB      | 7:43.77 | 10    |

Пояснення до кваліфікації: FA=Фінал A (за медалі); FB=Фінал B (не за медалі); FC=Фінал C (не за медалі); FD=Фінал D (не за медалі); FE=Фінал E (не за медалі); FF=Фінал F (не за медалі); SA/B=Півфінали A/B; SC/D=Півфінали C/D; SE/F=Півфінали E/F; QF=Чвертьфінали; R=Потрапив у втішний заплив

## Вітрильний спорт
| Спортсмен         | Дисципліна      | Заплив | Заплив | Заплив | Заплив | Заплив | Заплив | Заплив | Заплив | Заплив | Заплив | Заплив | Заплив | Заплив | Очки | Підсумкове місце |
| Спортсмен         | Дисципліна      | 1      | 2      | 3      | 4      | 5      | 6      | 7      | 8      | 9      | 10     | 11     | 12     | M*     | Очки | Підсумкове місце |
| ----------------- | --------------- | ------ | ------ | ------ | ------ | ------ | ------ | ------ | ------ | ------ | ------ | ------ | ------ | ------ | ---- | ---------------- |
| Карел Лавицьки    | RS:X (чоловіки) | 26     | 30     | 30     | 30     | DNF    | 26     | 24     | DNF    | 29     | DNF    | 25     | 31     | EL     | 324  | 31               |
| Віктор Теплий     | Лазер           | 29     | 18     | 30     | 19     | 13     | 23     | 29     | 29     | 32     | 34     | Н/Д    | Н/Д    | EL     | 222  | 28               |
| Вероніка Фенклова | Лазер радіал    | 11     | 7      | 11     | 16     | 9      | 16     | 8      | 22     | 17     | 19     | Н/Д    | Н/Д    | EL     | 113  | 12               |

M = Медальний заплив; EL = Вибув – не потрапив до медального запливу

## Стрільба
| Спортсмен          | Дисципліна                                       | Кваліфікація | Кваліфікація | Півфінал         | Півфінал         | Фінал            | Фінал            |
| Спортсмен          | Дисципліна                                       | Очки         | Місце        | Очки             | Місце            | Очки             | Місце            |
| ------------------ | ------------------------------------------------ | ------------ | ------------ | ---------------- | ---------------- | ---------------- | ---------------- |
| Давид Костелецький | трап (чоловіки)                                  | 118          | 5 Q          | 13               | 3 q              | 9                | 4                |
| Філіп Непейхал     | пневматична гвинтівка, 10 метрів (чоловіки)      | 619.9        | 35           | Н/Д              | Н/Д              | Завершив виступ  | Завершив виступ  |
| Філіп Непейхал     | гвинтівка лежачи, 50 метрів (чоловіки)           | 620.5        | 33           | Н/Д              | Н/Д              | Завершив виступ  | Завершив виступ  |
| Філіп Непейхал     | гвинтівка з трьох положень, 50 метрів (чоловіки) | 1169         | 21           | Н/Д              | Н/Д              | Завершив виступ  | Завершив виступ  |
| Адела Сікорова     | пневматична гвинтівка, 10 метрів (жінки)         | 411.8        | 32           | Н/Д              | Н/Д              | Завершила виступ | Завершила виступ |
| Адела Сікорова     | гвинтівка з трьох положень, 50 метрів (жінки)    | 582          | 8 Q          | Н/Д              | Н/Д              | 404.3            | 7                |
| Лібуше Ягодова     | скит (жінки)                                     | 58           | 20           | Завершила виступ | Завершила виступ | Завершила виступ | Завершила виступ |
| Нікола Мазурова    | пневматична гвинтівка, 10 метрів (жінки)         | 414.4        | 18           | Н/Д              | Н/Д              | Завершила виступ | Завершила виступ |
| Нікола Мазурова    | гвинтівка з трьох положень, 50 метрів (жінки)    | 575          | 25           | Н/Д              | Н/Д              | Завершила виступ | Завершила виступ |

Пояснення до кваліфікації: Q = Пройшов у наступне коло; q = Кваліфікувався щоб змагатись у поєдинку за бронзову медаль

## Плавання
Чоловіки
| Спортсмен    | Дисципліна            | Попередній заплив | Попередній заплив | Фінал           | Фінал           |
| Спортсмен    | Дисципліна            | Час               | Місце             | Час             | Місце           |
| ------------ | --------------------- | ----------------- | ----------------- | --------------- | --------------- |
| Павел Янечек | 400 м комплексом      | 4:22.09           | 24                | Завершив виступ | Завершив виступ |
| Ян Міцка     | 400 м вільним стилем  | 3:49.97           | 29                | Завершив виступ | Завершив виступ |
| Ян Міцка     | 1500 м вільним стилем | 14:58.69          | 12                | Завершив виступ | Завершив виступ |

Жінки
| Спортсменка                                                        | Дисципліна                    | Попередній заплив | Попередній заплив | Півфінал         | Півфінал         | Фінал            | Фінал            |
| Спортсменка                                                        | Дисципліна                    | Час               | Місце             | Час              | Місце            | Час              | Місце            |
| ------------------------------------------------------------------ | ----------------------------- | ----------------- | ----------------- | ---------------- | ---------------- | ---------------- | ---------------- |
| Сімона Баумртова                                                   | 100 м на спині                | 1:01.08           | 17                | Завершила виступ | Завершила виступ | Завершила виступ | Завершила виступ |
| Сімона Баумртова                                                   | 200 м на спині                | 2:13.26           | 23                | Завершила виступ | Завершила виступ | Завершила виступ | Завершила виступ |
| Сімона Баумртова                                                   | 200 м комплексом              | 2:17.21           | 36                | Завершила виступ | Завершила виступ | Завершила виступ | Завершила виступ |
| Мартіна Моравчікова                                                | 100 м брасом                  | 1:08.50           | 26                | Завершила виступ | Завершила виступ | Завершила виступ | Завершила виступ |
| Мартіна Моравчікова                                                | 200 м брасом                  | 2:27.51           | 18                | Завершила виступ | Завершила виступ | Завершила виступ | Завершила виступ |
| Jana Pechanová                                                     | 10 км                         | Н/Д               | Н/Д               | Н/Д              | Н/Д              | 1:59:07.7        | 19               |
| Барбора Сіманова                                                   | 200 м вільним стилем          | 2:00.26           | 31                | Завершила виступ | Завершила виступ | Завершила виступ | Завершила виступ |
| Лусі Свецена                                                       | 100 м батерфляєм              | 59.45             | 27                | Завершила виступ | Завершила виступ | Завершила виступ | Завершила виступ |
| Барбора Завадова                                                   | 200 м комплексом              | 2:14.45           | 21                | Завершила виступ | Завершила виступ | Завершила виступ | Завершила виступ |
| Барбора Завадова                                                   | 400 м комплексом              | 4:38.53           | 14                | Н/Д              | Н/Д              | Завершила виступ | Завершила виступ |
| Сімона Баумртова Мартіна Моравчікова Барбора Сіманова Лусі Свецена | Естафета 4 × 100 м комплексом | DSQ               | DSQ               | Н/Д              | Н/Д              | Завершила виступ | Завершила виступ |

## Синхронне плавання
| Спортсменка                      | Дисципліна | Обов'язкова програма | Обов'язкова програма | Довільна програма (попередня) | Довільна програма (попередня)    | Довільна програма (попередня) | Довільна програма (фінал) | Довільна програма (фінал)        | Довільна програма (фінал) |
| Спортсменка                      | Дисципліна | Очки                 | Місце                | Очки                          | Загалом (обов'язкова + довільна) | Місце                         | Очки                      | Загалом (обов'язкова + довільна) | Місце                     |
| -------------------------------- | ---------- | -------------------- | -------------------- | ----------------------------- | -------------------------------- | ----------------------------- | ------------------------- | -------------------------------- | ------------------------- |
| Сона Бернардова Альжбета Дуфкова | Дуети      | 80.0640              | 18                   | 80.5333                       | 160.5973                         | 18                            | Завершила виступ          | Завершила виступ                 | Завершила виступ          |

## Настільний теніс
| Спортсмен                   | Дисципліна                  | Попередній раунд   | Раунд 1             | Раунд 2             | Раунд 3            | 1/8 фіналу         | Чвертьфінали       | Півфінали          | Фінал / БМ         | Фінал / БМ       |
| Спортсмен                   | Дисципліна                  | Суперник Результат | Суперник Результат  | Суперник Результат  | Суперник Результат | Суперник Результат | Суперник Результат | Суперник Результат | Суперник Результат | Місце            |
| --------------------------- | --------------------------- | ------------------ | ------------------- | ------------------- | ------------------ | ------------------ | ------------------ | ------------------ | ------------------ | ---------------- |
| Любомир Янчарик             | одиночний розряд (чоловіки) | Bye                | Kenjaev (UZB) L 2–4 | Завершив виступ     | Завершив виступ    | Завершив виступ    | Завершив виступ    | Завершив виступ    | Завершив виступ    | Завершив виступ  |
| Прокопцов Дмитро Вікторович | одиночний розряд (чоловіки) | Bye                | Toriola (NGR) L 2–4 | Завершив виступ     | Завершив виступ    | Завершив виступ    | Завершив виступ    | Завершив виступ    | Завершив виступ    | Завершив виступ  |
| Hana Matelová               | одиночний розряд (жінки)    | Bye                | Zhang (CAN) L 3–4   | Завершила виступ    | Завершила виступ   | Завершила виступ   | Завершила виступ   | Завершила виступ   | Завершила виступ   | Завершила виступ |
| Iveta Vacenovská            | одиночний розряд (жінки)    | Bye                | Ruano (COL) W 4–0   | Біленко (UKR) L 0–4 | Завершив виступ    | Завершив виступ    | Завершив виступ    | Завершив виступ    | Завершив виступ    | Завершив виступ  |

## Теніс
Чоловіки
| Спортсмен                  | Дисципліна       | 1/32 фіналу                 | 1/16 фіналу                             | 1/8 фіналу         | Чвертьфінали       | Півфінали          | Фінал / БМ         | Фінал / БМ      |
| Спортсмен                  | Дисципліна       | Суперник Результат          | Суперник Результат                      | Суперник Результат | Суперник Результат | Суперник Результат | Суперник Результат | Місце           |
| -------------------------- | ---------------- | --------------------------- | --------------------------------------- | ------------------ | ------------------ | ------------------ | ------------------ | --------------- |
| Лукаш Росол                | одиночний розряд | Paire (FRA) L 6–3, 3–6, 4–6 | Завершив виступ                         | Завершив виступ    | Завершив виступ    | Завершив виступ    | Завершив виступ    | Завершив виступ |
| Лукаш Росол Радек Штепанек | парний розряд    | Н/Д                         | Феррер / Bautista Agut (ESP) L 1–6, 4–6 | Завершив виступ    | Завершив виступ    | Завершив виступ    | Завершив виступ    | Завершив виступ |

Жінки
| Спортсменка                       | Дисципліна       | 1/32 фіналу                   | 1/16 фіналу                                   | 1/8 фіналу                                   | Чвертьфінали                                | Півфінали                                    | Фінал / БМ                              | Фінал / БМ       |
| Спортсменка                       | Дисципліна       | Суперниця Результат           | Суперниця Результат                           | Суперниця Результат                          | Суперниця Результат                         | Суперниця Результат                          | Суперниця Результат                     | Місце            |
| --------------------------------- | ---------------- | ----------------------------- | --------------------------------------------- | -------------------------------------------- | ------------------------------------------- | -------------------------------------------- | --------------------------------------- | ---------------- |
| Луціє Градецька                   | одиночний розряд | Возняцкі (DEN) L 2–6, 2–6     | Завершила виступ                              | Завершила виступ                             | Завершила виступ                            | Завершила виступ                             | Завершила виступ                        | Завершила виступ |
| Петра Квітова                     | одиночний розряд | Бабош (HUN) W 6–1, 6–2        | Возняцкі (DEN) W 6–2, 6–4                     | Макарова (RUS) W 4–6, 6–4, 6–4               | Світоліна (UKR) W 6–2, 6–0                  | Пуїг (PUR) L 4–6, 6–1, 3–6                   | Кіз (USA) W 7–5, 2–6, 6–2               | 3                |
| Луціє Шафарова                    | одиночний розряд | Кнапп (ITA) W 4–6, 6–1, 6–1   | Фліпкенс (BEL) L 2–6, ret                     | Завершила виступ                             | Завершила виступ                            | Завершила виступ                             | Завершила виступ                        | Завершила виступ |
| Барбора Стрицова                  | одиночний розряд | Вікмаєр (BEL) W 7–6(8–6), 6–1 | Еррані (ITA) L 2–6, 2–6                       | Завершила виступ                             | Завершила виступ                            | Завершила виступ                             | Завершила виступ                        | Завершила виступ |
| Andrea Hlaváčková Луціє Градецька | парний розряд    | Н/Д                           | Савчук / Світоліна (UKR) W 7–6(7–1), 1–6, 6–4 | Peng S / Zhang S (CHN) W 6–4, 6–4            | Касаткіна / Кузнецова (RUS) W 6–1, 4–6, 7–5 | Бачинскі / Хінгіс (SUI) L 7–5, 6–7(3–7), 2–6 | Шафарова / Стрицова (CZE) L 5–7, 1–6    | 4                |
| Луціє Шафарова Барбора Стрицова   | парний розряд    | Н/Д                           | S Williams / V Williams (USA) W 6–3, 6–4      | Бушар / Дабровскі (CAN) W 6–7(4–7), 6–2, 6–4 | Еррані / Вінчі (ITA) W 4–6, 6–4, 6–4        | Макарова / Весніна (RUS) L 6–7(7–9), 4–6     | Hlaváčková / Градецька (CZE) W 7–5, 6–1 | 3                |

Змішаний
| Спортсмен                      | Дисципліна    | 1/8 фіналу                   | Чвертьфінали                  | Півфінали                                | Фінал / БМ                       | Фінал / БМ |
| Спортсмен                      | Дисципліна    | Суперник Результат           | Суперник Результат            | Суперник Результат                       | Суперник Результат               | Місце      |
| ------------------------------ | ------------- | ---------------------------- | ----------------------------- | ---------------------------------------- | -------------------------------- | ---------- |
| Луціє Градецька Радек Штепанек | парний розряд | Мугуруса / Надаль (ESP) W WO | Бегу / Текеу (ROU) W 6–4, 7–5 | Маттек-Сендс / Сок (USA) L 4–6, 6–7(3–6) | Мірза / Бопанна (IND) W 6–1, 7–5 | 3          |

## Тріатлон
| Спортсмен        | Дисципліна | Плавання, 1,5 км | Перехід 1 | Велосипед, 40 км | Перехід 2 | Біг, 10 км | Загалом Time | Місце |
| ---------------- | ---------- | ---------------- | --------- | ---------------- | --------- | ---------- | ------------ | ----- |
| Вендула Фрінтова | жінки      | 19:21            | 0:56      | 1:04:27          | 0:36      | 36:29      | 2:01:49      | 27    |

## Волейбол

### Пляжний
| Спортсмен                          | Дисципліна | Груповий етап | Місце | 1/8 фіналу         | Чвертьфінали       | Півфінали          | Фінал / БМ      | Фінал / БМ |
| Спортсмен                          | Дисципліна | Суперник Результат | Місце | Суперник Результат | Суперник Результат | Суперник Результат | Місце           |            |
| ---------------------------------- | ---------- | --- | ----- | ------------------ | ------------------ | ------------------ | --------------- | ---------- |
| Barbora Hermannová Markéta Sluková | жінки      | Pool B Беднарчук – Сейшас (BRA) L 1 – 2 (21–19, 17–21, 11–15) Бакерісо – Фернандес (ESP) L 0 – 2 (15–21, 19–21) Галлай – Клуг (ARG) W 2 – 1 (13–21, 21–19, 15–8) Lucky Losers Бірлова – Уколова (RUS) L 1 – 2 (19–21, 21–12, 10–15) | 3     | Завершив виступ    | Завершив виступ    | Завершив виступ    | Завершив виступ |            |

## Важка атлетика
| Спортсмен  | Категорія               | Ривок     | Ривок | Поштовх   | Поштовх | Загалом | Місце |
| Спортсмен  | Категорія               | Результат | Місце | Результат | Місце   | Загалом | Місце |
| ---------- | ----------------------- | --------- | ----- | --------- | ------- | ------- | ----- |
| Їржі Орсаг | понад 105 кг (чоловіки) | 185       | 14    | 240       | =6      | 425     | 8     |

## Боротьба
- VT – Перемога на туше.
- PP – Перемога за очками – з технічними очками в того, хто програв.
- PO – Перемога за очками – без технічних очок в того, хто програв.
- ST – Перемога за явної переваги – різниця в очках становить принаймні 8 (греко-римська боротьба) або 10 (вільна боротьба) очок, без технічних очок у того, хто програв.

Жінки
| Спортсменка       | Категорія | Кваліфікація        | 1/8 фіналу              | Чвертьфінал         | Півфінал            | Втішний поєдинок 1  | Втішний поєдинок 2  | Фінал / БМ          | Фінал / БМ |
| Спортсменка       | Категорія | Суперниця Результат | Суперниця Результат     | Суперниця Результат | Суперниця Результат | Суперниця Результат | Суперниця Результат | Суперниця Результат | Місце      |
| ----------------- | --------- | ------------------- | ----------------------- | ------------------- | ------------------- | ------------------- | ------------------- | ------------------- | ---------- |
| Аделя Ганжлічкова | до 63 кг  | Bye                 | Юганссон (SWE) L 0–4 ST | Завершила виступ    | Завершила виступ    | Завершила виступ    | Завершила виступ    | Завершила виступ    | 20         |